# Express A1
O Express A1 foi um satélite de comunicação geoestacionário russo da série Express construído pela NPO Prikladnoi Mekhaniki (NPO PM) em cooperação com a Alcatel Space. Ele estava programado para ser colocado na posição orbital de 80 graus de longitude leste e seria de propriedade da empresa estatal Russian Satellite Communications Company (RSCC). O satélite foi baseado na plataforma MSS-2500-GSO (MSS-740) e sua vida útil estimada era de 7 anos. O mesmo foi perdido após o veículo de lançamento sofrer uma falha durante o lançamento.

## História
O primeiro dos três satélites da série Express A, construídos sobre uma plataforma NPO-PM com 17 transponders nas bandas C e Ku e com componentes fabricados pela Alcatel Space da França, foi perdido em 27 de outubro de 1999, quando a segunda etapa de um lançador Proton-K falhou.

## Lançamento
O satélite foi lançado ao espaço no dia 27 de outubro de 1999, por meio de um veículo Proton-K/Blok-DM-2 a partir do Cosmódromo de Baikonur, no Cazaquistão. Ele tinha uma massa de lançamento de 2.500 kg.

## Capacidade
O Express A1 era equipado com 12 transponders em banda C e 5 em banda Ku.